# Cardamineae
Cardamineae — триба цветковых растений семейства Капустные (Brassicaceae). Объединяет около 337 видов в 12 родах.

## Описание
Травянистые растения, лишённые железистого опушения, голые или с простыми волосками.
Стеблевые листья обычно присутствуют, простые или сложные, обычно черешчатые, иногда с ушками в основании, цельные, зубчатые или перисто-лопастные.
Кисти обычно без прицветников, у Selenia с прицветниками, при плодоношении, как правило, удлиняются.
Цветки актиноморфные, чашелистики от прямых до распростёртых, лепестки белые, жёлтые, розовые, сиреневые или пурпурные, ноготок обычно развит.
Плоды — стручки и стручочки, раскрывающиеся при созревании, с 4—300 и более семенами, семена однорядные или двурядные.

## Систематика

### Синонимы
- Leavenworthieae V.I.Dorof., 2004
- Nasturtieae Caruel, 1893
- Selenieae Torr. & A.Gray, 1838

### Роды
- Aplanodes Marais, 1966
- Armoracia G.Gaertn., B.Mey. & Scherb., 1800 — Хрен
- Barbarea W.T.Aiton, 1812, nom. cons. — Сурепка
- Cardamine L., 1753 — Сердечник
- Iodanthus (Torr. & A.Gray) Steud., 1841
- Leavenworthia Torr., 1837 — Ливенвортия
- Nasturtium W.T.Aiton, 1812, nom. cons. — Жеруха
- Ornithocarpa Rose, 1905
- Planodes Greene, 1912
- Rorippa Scop., 1760 — Жерушник
- Selenia Nutt., 1825
- Sisymbrella Spach, 1838